# هارب من الحياة (فلم)
هارب من الحياة هو فيلم مصري عرض عام 1964، بطولة نادية لطفي وشكري سرحان وصلاح ذو الفقار، ومن إخراج عاطف سالم.

## قصة الفيلم
تدور أحداث الفيلم حول اثنان من الأطباء وهما محمود جلال (شكري سرحان) وكامل عبد العزيز (صلاح ذو الفقار) تجمعهم الصداقة في العمل والحياة، يذهب الطبيبان لعرض أزياء ويقع الدكتور كمال في حب عارضة الأزياء سهير (نادية لطفي) والتي تعمل أيضا في ملهى ليلي، في نفس الوقت يحبها أيضًا الدكتور محمود، ويسبق محمود زميله كمال في إعلان مشاعره لها والزواج منها، يحاول الدكتور محمود إسعادها بكل الطرق والسبل فيصرف كل أمواله عليها ويشترى لها شقة فاخرة وسيارة ويدمن شرب الخمور ويهمل في عمله الأمر الذي يؤدى إلى إفلاسه رغم نصائح صديقه الدكتور كامل فيضطر الدكتور محمود إلى اللجوء للأعمال الغير مشروعة فيعمل في عمليات الإجهاض وسرعان ما يتم القبض عليه وإيقافه عن مزاولة مهنته. وتتوالى الأحداث.

## طاقم التمثيل
- نادية لطفي: (سلوى)
- شكري سرحان: (د. محمود جلال)
- صلاح ذو الفقار: (د. كامل عبد العزيز)
- سميرة محسن
- عبد العظيم كامل
- حسين إسماعيل: (التمرجي)
- أحمد مرسي
- يوسف حسني: (طفل)

## فريق العمل
- إخراج: عاطف سالم
- قصة: إبراهيم الورداني
- سيناريو وحوار: محمد عثمان
- مدير التصوير: ضياء الدين المهدي
- مونتاج: فكري رستم
- إنتاج: أفلام الاتحاد (عباس حلمي)
- توزيع: دولار فيلم

## روابط خارجية
- مقالات تستعمل روابط فنية بلا صلة مع ويكي بيانات